# Star 80
Star 80 é um filme estadunidense de 1983, dirigido por Bob Fosse e estrelado por Mariel Hemingway e Eric Roberts. Um drama baseado num fato real, ele conta a vida e morte da modelo, playmate e aspirante a atriz Dorothy Stratten, assassinada pelo marido, Paul Snider, que depois cometeu suicídio, em agosto de 1980, em Los Angeles, Estados Unidos. O título do filme foi retirado de uma das placas personalizadas de Snider.
Último filme de Bob Fosse, ele foi baseado no artigo Death of a Playmate, da jornalista Teresa Carpenter, publicado no jornal The Village Voice três meses após a tragédia. Nela, Carpenter reconstitui toda a história do casal até as horas anteriores ao assassinato.  Pelo artigo, Carpenter ganhou o Prêmio Pulitzer de melhor matéria jornalística em 1981.
Filmado em locações em Vancouver, no Canadá, cidade onde Stratter nasceu e em Los Angeles, onde morreu, as cenas do homicídio e do suicídio foram filmadas no próprio local onde eles ocorreram, a antiga residência do casal em 10881 W. Clarkson Rd., West Los Angeles. Pelo seu trabalho no papel de Snider, fartamente elogiado pela crítica, Eric Roberts foi indicado ao Globo de Ouro de melhor ator dramático.
O filme foi exibido fora de competição no 34º Festival de Cinema de Berlim.

## Sinopse
Uma jovem canadense cede ao apelos do namorado vigarista para que use sua estonteante beleza para entrar no mundo do show business, do qual ele tem ambição de fazer parte. Logo ela chama a atenção de executivos de uma grande revista masculina para a qual acaba fazendo um ensaio fotográfico de enorme repercussão e dali inicia uma carreira no cinema. Ao vê-la cercada de novos amigos, dinheiro, glamour e um novo interesse amoroso por um famoso cineasta que pretende transformá-la numa estrela, sentindo-se abandonado o marido mergulha numa profunda crise de frustação e ciúmes que termina em trágicas conseqüências.

## Elenco
- Mariel Hemingway como Dorothy Stratten
- Eric Roberts como Paul Snider
- Cliff Robertson como Hugh Hefner
- Carroll Baker como Nelly Hoogstraten
- Roger Rees como Aram Nicholas
- Stuart Damon como Vince Roberts
- David Clennon como Geb
- Josh Mostel como detetive particular
- Jordan Christopher como Peter Rose
- Ernest Thompson como Phil Wass
- Tina Willson as Bobo Weller
- James Luisi como Roy
- Sidney Miller como Harlan
- Deborah Geffner como Billie
- Lisa Gordon como Eileen
- Dean Hajum como George
- Shelly Ingram como Betty
- Neva Patterson como executiva da Playboy
- Terence Kelly como Charlie
- Stanley Kamel como Nick
- Liz Sheridan como maquiadora
- Cis Rundle como Meg Davis
- Kathryn Witt como Robin
- Gwen Welles como Leann
- Robert Picardo como entrevistador
- Keith Hefner como fotógrafo
- Budd Friedman como mestre de cerimônias
- Keenen Ivory Wayans como comediante do clube

O cineasta Peter Bogdanovich, figura central da separação de Dorothy Stratten e Paul Snider, aparece no filme com o nome trocado para "Aram Nicholas".

## Crítica
Apesar de ser um relativo fracasso de bilheteria, provavelmente pela violência exibida, o filme foi bem recebido pela crítica, especialmente quanto à atuação de Roberts. O crítico Gene Siskel, do Chicago Tribune, reconheceu a qualidade do trabalho, colocando Star 80 na lista dos dez melhores filmes de 1983, apesar de acentuar não ser um filme agradável de se assistir. Seu colega Roger Ebert, um dos mais conceituados críticos de cinema dos EUA, deu quatro estrelas num máximo de quatro ao filme.   O site especializado Rotten Tomatoes dá uma aprovação de 89% ao filme.

## Principais prêmios e indicações
Globo de Ouro 1983 (EUA)
- Indicado na categoria de melhor atuação de um ator em filme - drama (Eric Roberts).